# Viperins
Els viperins (Viperinae) són una subfamília de serps verinoses de la família dels vipèrids, que comprèn 104 espècies, popularment coneguts com a escurçons, víbries o vibres. Viuen a Europa, Àsia i Àfrica. Es distingeixen del seu grup germà, la subfamília Crotalinae, per la manca d'òrgans termoreceptors al musell. Actualment, es reconeixen 13 gèneres. La majoria són tropicals i subtropicals, tot i que una espècie, Vipera berus, es presenta fins i tot dins del cercle àrtic.

## Característiques
La longitud dels membres d'aquesta subfamília van des dels 70 cm de Bitis schneideri, fins als 2 metres de Bitis gabonica. La majoria de les espècies són terrestres, però algunes, com les del gènere Atheris, són completament arbòries.
Els viperins són serps molt verinoses i es caracteritzen per tenir un parell d'ullals a la part davantera de la mandíbula superior llargs i buits. Aquests ullals es retreuen contra el paladar quan la boca està tancada i quan aquesta s'obre, es posen ràpidament en posició d'atacar a la presa, per injectar un verí mortal que ataca la sang i els teixits.
El cap triangular i ample dels escurçons està cobert de nombroses escates petites i els ulls tenen la pupil·la vertical. La majoria dels viperins donen a llum a les seves cries a l'interior del cos, és a dir, són  ovovivípares.
Donada la longitud dels seus ullals, aquestes serps solen atacar projectant endavant i clavant-los d'un cop a les seves víctimes a diferència de les altres serps (que ataquen mossegant).
Tenen el cap triangular recobert d'escates petites, excepte el parell d'escates grans i ovals a sobre de cada ull. En canvi, les colobres tenen escates grans damunt del cap i la pupil·la rodona. A la part dorsal hi té uns rombes foscos, quasi negres, sobre un fons de color gris clar, de vegades desviat cap a un to verdós en l'escurçó europeu o vermellós en l'ibèric. Però el color i el dibuix són variables i, per tant, caràcters poc definitoris per a identificar-los.
Té els ulls rodons, amb la pupil·la vertical com la dels gats. No té parpelles, sinó una membrana molt fina que li recobreix l'ull per protegir-lo de la pols i de possibles cops, per això pot semblar que ens estigui mirant fixament i que porti lents.
El seu esquelet pot tenir de 200 a 300 costelles que no estan unides a la panxa, d'aquesta manera poden empassar-se preses molt grosses. Per distingir-ne el sexe s'ha de mirar si la cua és més llarga (mascle) o més curta (femella). Una altra manera és comptant les escates de la punta de la cua: si en té de 29 a 39 és una femella, i si en té de 35 a 47 és un mascle.

## Alimentació
S'alimenten d'animals petits, com ratolins, ocellets i sargantanes, que capturen amb la seva mossegada mortal, que els paralitza, llavors ell en segueix el rastre per agafar-los un cop morts.

## Reproducció
Són ovovivípars, de manera que la mare pareix petits escurçonets, embolcallats d'una feble membrana, que les cries trenquen tot just acabades de néixer. L'escurçó és un animal en perill d'extinció, ja que queden pocs exemplars de l'espècie. Una de les principals causes de la seva desaparició és la destrucció dels seus hàbitats.
Els incendis forestals que afecten a boscos i matollars, juntament amb l'aprofitament intensiu del territori per a l'agricultura, les pedreres i urbanitzacions, redueixen el seu territori i impedeix la seva supervivència. L'augment de carreteres arreu del territori fa que molts d'aquests rèptils de desplaçament lent morin esclafats sota les rodes dels cotxes quan volen travessar-les, especialment durant l'època d'aparellament. Molts altres són presa de gats domèstics o ensalvatgits.
Desgraciadament, però, les serps són vistes com a animals malignes i perillosos. Tradicionalment han estat la representació del mal, del pecat i de la vilesa. A l'escurçó, en particular, se li afegeix el fet de ser verinós. És per això que des de l'antiguitat els ofidis han sofert la implacable persecució de l'home i han estat víctimes de falses creences, mites i històries inversemblants. Per això és una espècie protegida i està prohibit matar-la. La millor manera de conservar-lo seria deixar-lo en pau i conservar-ne el seu hàbitat, ja que és un gran aliat per combatre plagues de rates i ratolins.

### Contacte amb humans
L'escurçó no atacarà una persona, si no és que involuntàriament o a propòsit se'l molesti. La reacció d'un escurçó davant de la presència humana serà, com la de tants altres animals, fugir; però si no té escapatòria pot fingir-se mort. En cas de trobar-se un escurçó, el més prudent és deixar-lo en pau i passar discretament.
L'escurçó conté un verí molt potent, que injecta a través dels dos ullals, que són com xeringues retràctils, penjats de la mandíbula superior. La picada d'escurçó provoca la inflamació aguda de la part afectada, que progressivament avança cap a la resta del cos. Provoca un dolor intens, vertigen, taquicàrdia i trastorns generals greus. La gravetat de la mossegada depèn sobretot de la quantitat de verí inoculada; només molt esporàdicament arriba a ser mortal. L'únic tractament eficaç contra la seva picada és administrar, com més aviat millor, el corresponent sèrum antiviperí. Per tant, cal portar ràpidament la víctima a un centre mèdic on disposin de l'antídot específic contra la picada d'escurçó.

## Distribució
Els viperins són presents Europa, Àsia i Àfrica (però no a Madagascar). A Amèrica viuen els membres dels crotalins, el grup germà dels viperins. El nord-est d'Amèrica del Nord és un dels indrets on no n'hi ha cap espècie. També habiten al bosc mediterrani. A la península Ibèrica hi viuen dues espècies del gènere Vipera, l'escurçó pirinenc, l'ibèric i l'europeu. Viuen preferentment en ambients pedregosos, on puguin prendre el sol, perquè són animals de sang freda. A l'hivern resten inactius, hivernen.

## Gèneres
Els Viperinae són una de les quatre subfamílies de la família dels Viperidae, amb els Azemiopinae, els Causinae i els Crotalinae (o cròtals). La subfamília Viperinae inclou 13 gèneres:
- Atheris
- Bitis
- Causus
- Cerastes
- Daboia
- Echis
- Eristicophis
- Macrovipera
- Montatheris
- Montivipera
- Proatheris
- Pseudocerastes
- Vipera